# Tarache aprica
Tarache aprica (tên tiếng Anh: Exposed Bird Dropping Moth) là một loài bướm đêm thuộc họ Noctuidae. Nó được tìm thấy ở Ontario và Quebec tới Florida, phía tây đến Arizona, phía bắc đến Kansas và Iowa. There are some records từ Đảo Anh, but this probably relates to imports.
The habitat consists of gardens, fields và open areas.
Sải cánh dài 15–29 mm. Con trưởng thành bay từ tháng 3 đến tháng 9 in the south. They have a reduced season in the north.
Ấu trùng ăn Alcea rosea.

## Hình ảnh

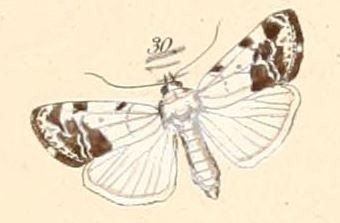